# Atylotus kakeromaensis
Atylotus kakeromaensis är en tvåvingeart som beskrevs av Hayakawa, Takahasi och Suzuki 1982. Atylotus kakeromaensis ingår i släktet Atylotus och familjen bromsar. Inga underarter finns listade i Catalogue of Life.